# Бастид Праден
Бастид Праден (фр. Bastide-Pradines) насеље је и општина у јужној Француској у региону Миди Пирене, у департману Аверон која припада префектури Мијо.
По подацима из 2011. године у општини је живело 110 становника, а густина насељености је износила 5,35 становника/km². Општина се простире на површини од 20,56 km². Налази се на средњој надморској висини од 574 метара (максималној 862 m, а минималној 460 m).

## Демографија
| 1962. | 1968. | 1975. | 1982. | 1990. | 1999. | 2011. |
| ----- | ----- | ----- | ----- | ----- | ----- | ----- |
| 143   | 143   | 118   | 97    | 102   | 98    | 110   |

График промене броја становника у току последњих година